# Anastrepha barnesi
Anastrepha barnesi är en tvåvingeart som beskrevs av Aldrich 1925. Anastrepha barnesi ingår i släktet Anastrepha och familjen borrflugor. Inga underarter finns listade i Catalogue of Life.